# Bruce Geller
Bruce Bernard Geller (13 de octubre de 1930 - 21 de mayo de 1978) fue un letrista, guionista, director y productor de televisión estadounidense.

## Vida y educación
Geller nació en Nueva York, hijo de Dorothy (Friedlander) y del juez Abraham N. Geller. Geller se graduó en la Universidad de Yale en 1952, donde había estudiado psicología y sociología y participaba en muchas actividades, entre ellas el teatro.

## Carrera profesional
Siguió una carrera escribiendo guiones para programas de la DuMont Television Network incluyendo Jimmy Hughes, Rookie Cop (1953) y otros. También escribió el libro y la letra de producciones de teatro musical como Livin' the Life (1957) y All in Love (1961), pero sus esfuerzos sólo obtuvieron un éxito modesto. Geller se marchó de Nueva York a Los Ángeles, donde trabajó escribiendo guiones para episodios de varias series de televisión, entre ellas  Zane Grey Theater, Have Gun, Will Travel, The Rebel, y The Rifleman. También trabajó como coproductor ejecutivo de la serie Rawhide para la temporada televisiva 1964-1965.
Mientras producía Rawhide, desarrolló la idea de una nueva serie de "capa y espada", Misión: Imposible. En 1966, Geller creó, escribió, produjo y dirigió Misión: Imposible, el logro por el que es más recordado. La serie se emitió en la CBS de 1966 a 1973 y le valió un Premio Emmy en 1966 como productor, además de otro por Logro Excepcional de Escritura en Drama. Durante las primeras temporadas, se incluía una fotografía de Geller en el dossier de agentes de la Fuerza Misión Imposible (FMI) que los líderes de la FMI Briggs y Phelps examinaban cada semana, y a menudo aparecía en pantalla (como en los episodios "Memoria", "Operación Rogosh" y "Operación - Corazón"). La serie fue revivida en 1988 y emitida hasta 1990 en ABC.
Geller también escribió, produjo y dirigió la serie Mannix (1967-1975), que fue nominada dos veces a los premios Emmy. En 1973, hizo su única incursión en largometrajes, produciendo y dirigiendo Harry in Your Pocket protagonizada por James Coburn y Walter Pidgeon.

## Muerte
Aficionado a la aviación, Bruce Geller murió cuando el Cessna Skymaster que pilotaba se topó con niebla y se estrelló en el Cañón Buena Vista, cerca de Santa Barbara, California. Está enterrado en el cementerio Mount Sinai Memorial Park Cemetery de Los Ángeles.